# 大厩舎
大厩舎（だいきゅうしゃ、仏語：Grande Écurie）は、ルイ14世時代に建てられた王族のための厩舎であり、ユネスコ世界遺産に登録されているヴェルサイユ宮殿の領地内にある。今でも一部を厩舎として使用している。

## 所在地
Place d’Armes, Versailles, France
ヴェルサイユ宮殿正面を背にして左（北）側の厩舎。

## 沿革
1679年から1682年にかけ、南側にある小厩舎（Petite Écurie) と同時進行で、王の第一建築家、ジュール・アルドゥアン＝マンサールの設計で建設された。
その規模は、隣国の王家が驚くほど、他に類を見ないものであった。ルイ14世時代、大小の厩舎を合わせて1500人近くが働いていたという。
両厩舎とも同じ大きさであるが、大厩舎は、狩猟や戦闘時に王と王子が乗る馬を管理する大騎士ルイ・ド・ロレーヌとその子孫が代々監督したのに対し、小厩舎は第一騎士が監督するものの、大騎士の決定に従う立場という格差があった。
大厩舎には、馬房と馬場の他に、少なくとも1550年まで先祖をたどれるような旧家の貴族の子弟が学ぶ王の従者養成学校があり、彼らが仕える王や王子の愛馬も用意されていた。
また、騎士、馬丁、御者はもとより、楽師も滞在していた。
1680年、馬術曲芸学校エコール・ド・ヴェルサイユ(fr:École_de_Versailles)が創設され、1672年にルイ14世が大厩舎で開校式を行う。1830年の閉校まで、馬術はここで欧州一の発展を遂げた。馬術曲芸のショーが、王族の祭事に披露されることもあった。
1789年、フランス革命により王が去り、1793年から1794年にかけて王族関係の建物や物品の破壊や売却が続く中、正面ペディメントの王冠と王家の紋章が壊される。
1830年、エコール・ド・ヴェルサイユ閉校。
19世紀初頭、ナポレオン1世により、再び馬や従者たちが厩舎に戻ってくるが、ナポレオンとその家族のヴェルサイユでの居住期間が短かかったこともあり、厩舎は再び廃れる。
1854年以降、厩舎は軍関係が使う場所となる。

### 20世紀以降
1913年、正面広場に面したファサード、Avenue de Paris （パリ大通り）側と Avenue de Saint-Cloud（サンクルー大通り）側のファサード、Place d’Armes（アルム広場）側の鉄格子が、文化遺産保護制度により、フランス文化財に指定された。
1945年から1970年の間、修復工事が続く。
1978年、ヴェルサイユ宮殿の大トリアノン宮の展示館にあった馬車コレクションが移管される。
1985年、内部を改修ののち、馬車博物館が開館。
2003年、建築家パトリック•ブシャンにより、中央奥の馬場が劇場に改装され、Académie des Equestres nationale du domaine de Versailles（ヴェルサイユ馬術アカデミー）が開校。主催は、騎手で、馬と人が一体となったステージを生み出した演出家のバルタバス。
2007年、馬車博物館が、展示スペース拡張工事のため閉館。
2016年、博物館が、馬車ギャラリー（Galerie des Carrosses)として再オープン。

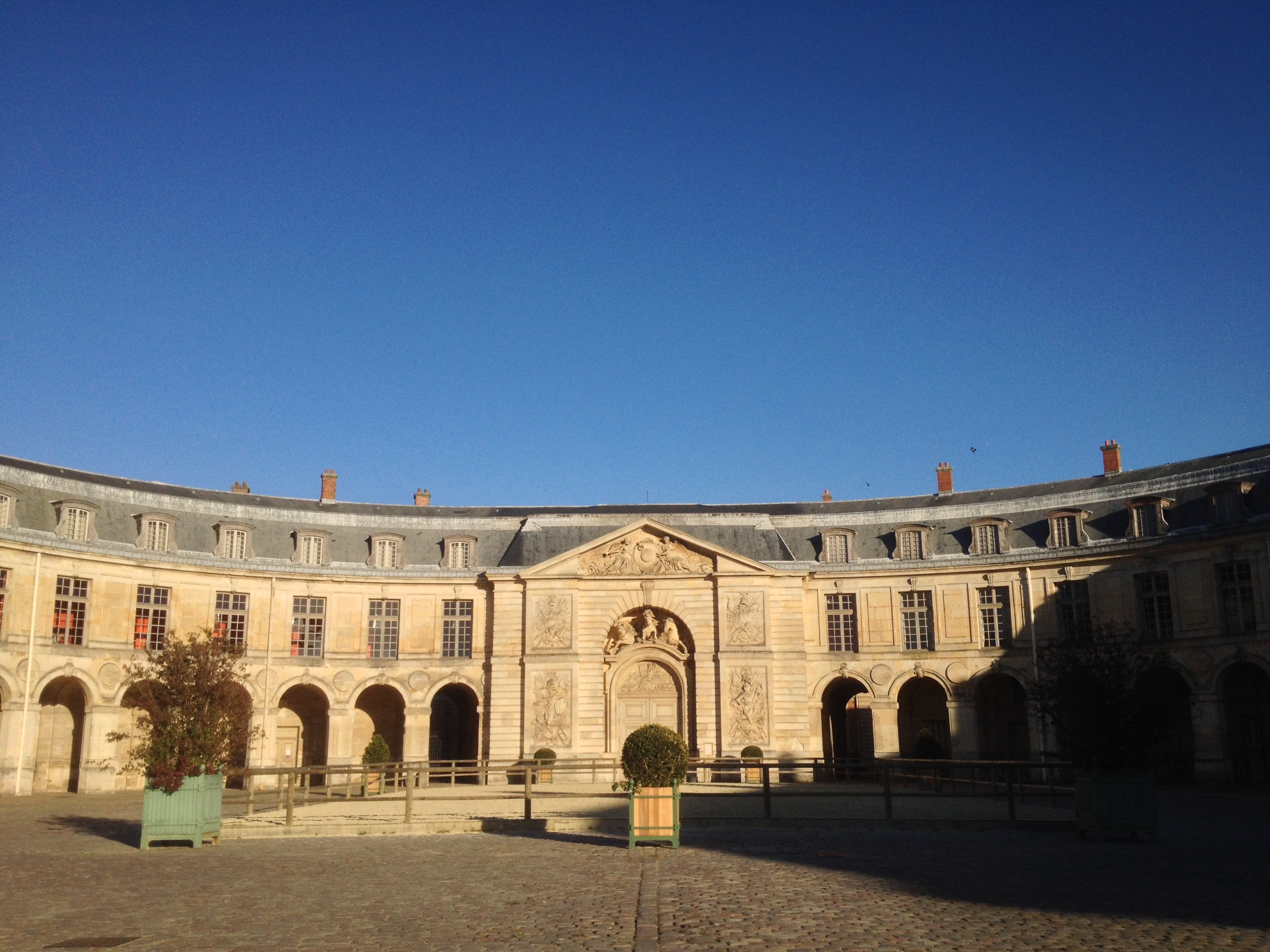
大厩舎正面
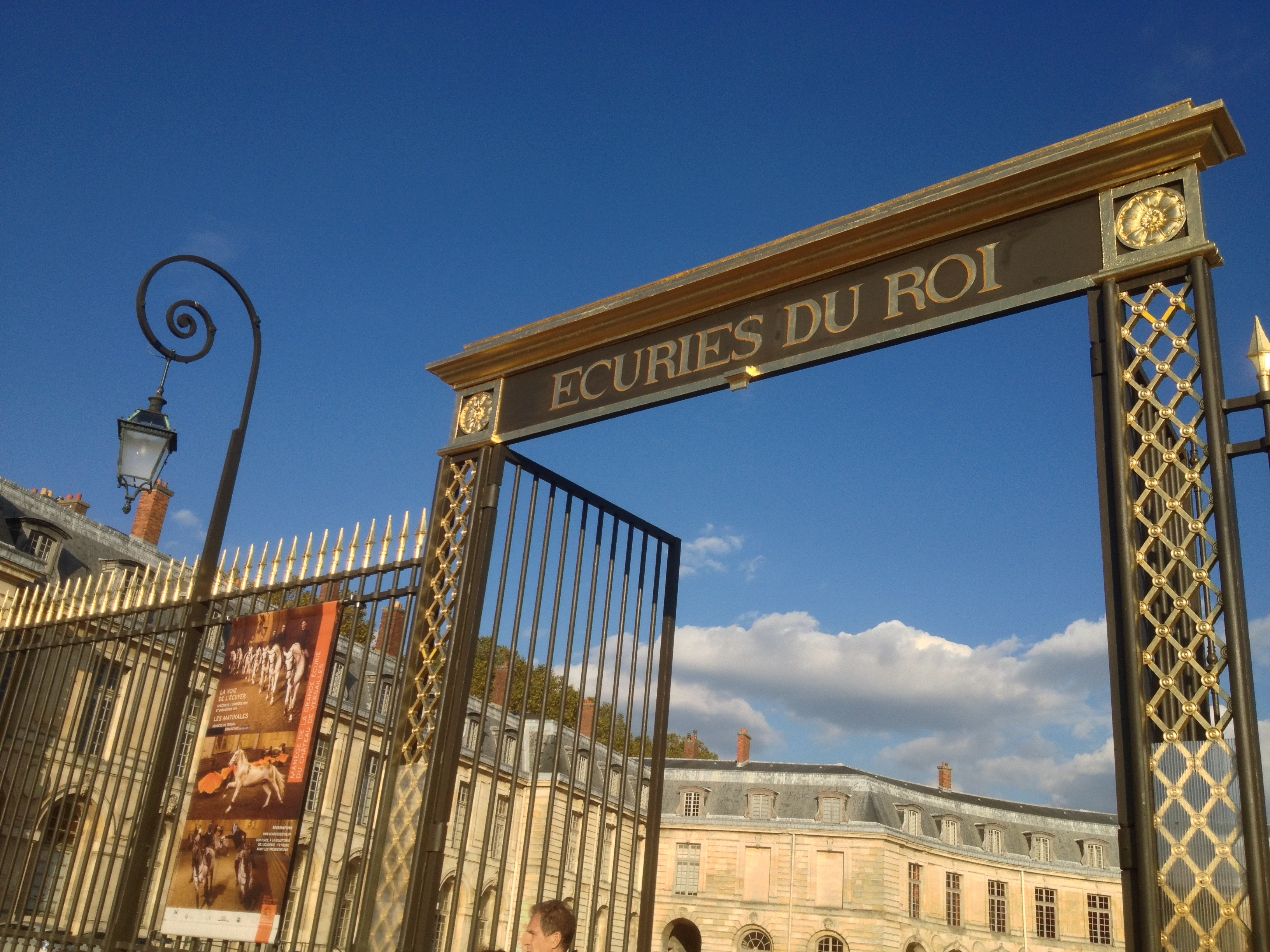
正面入り口 "Ecuries du Roi"
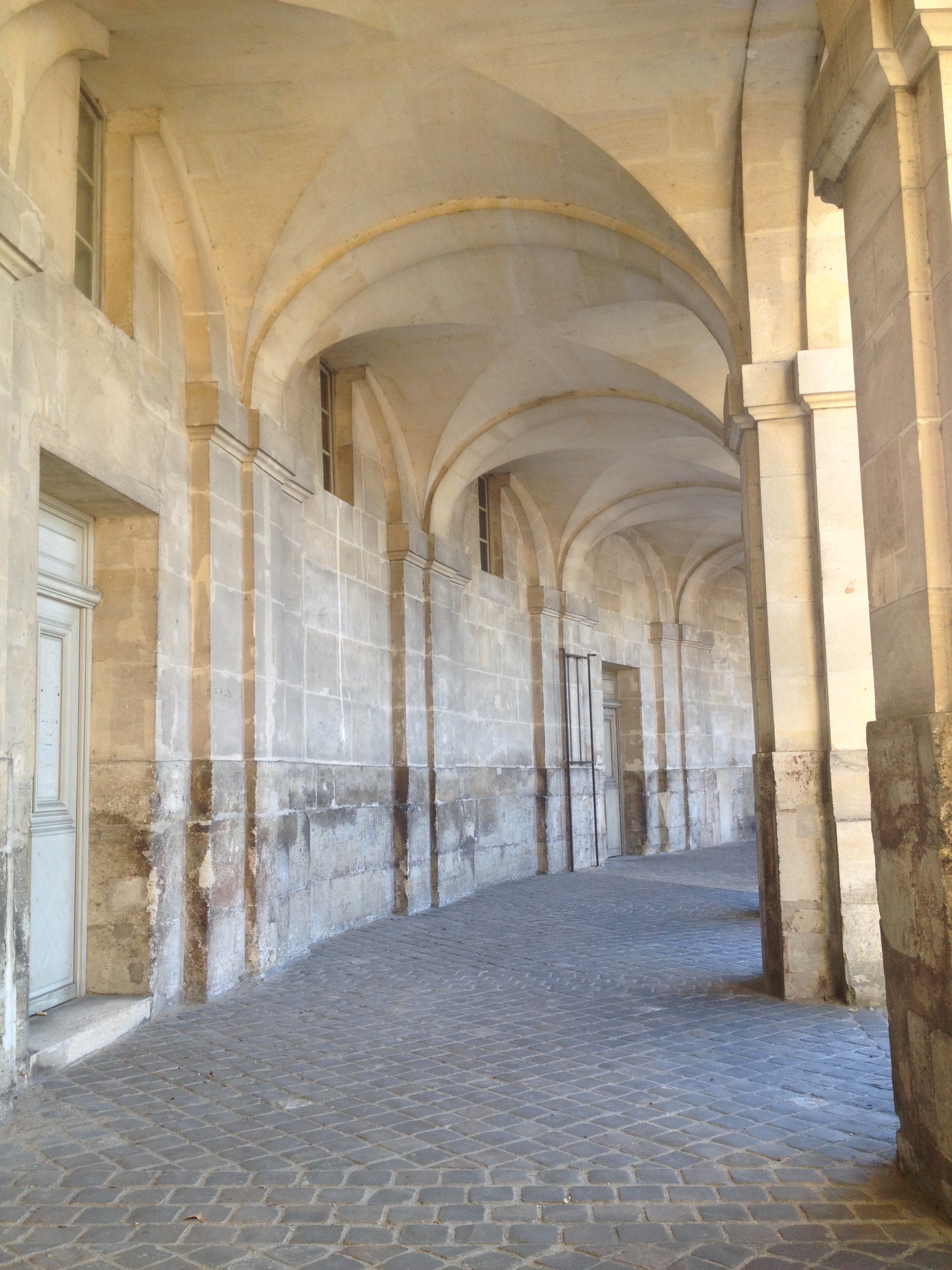
大厩舎の南側の柱廊
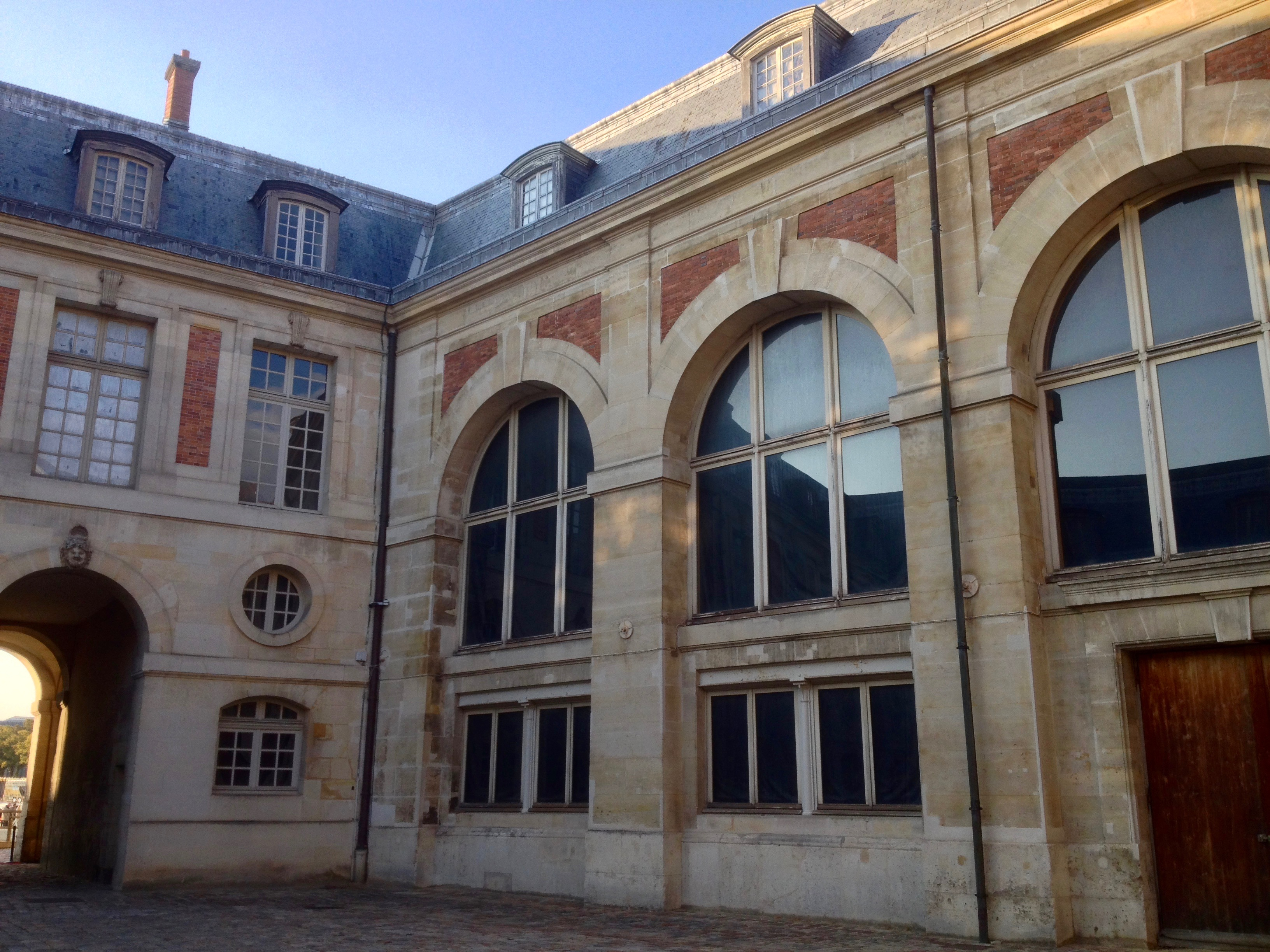
中央奥南側の中庭を囲む建物
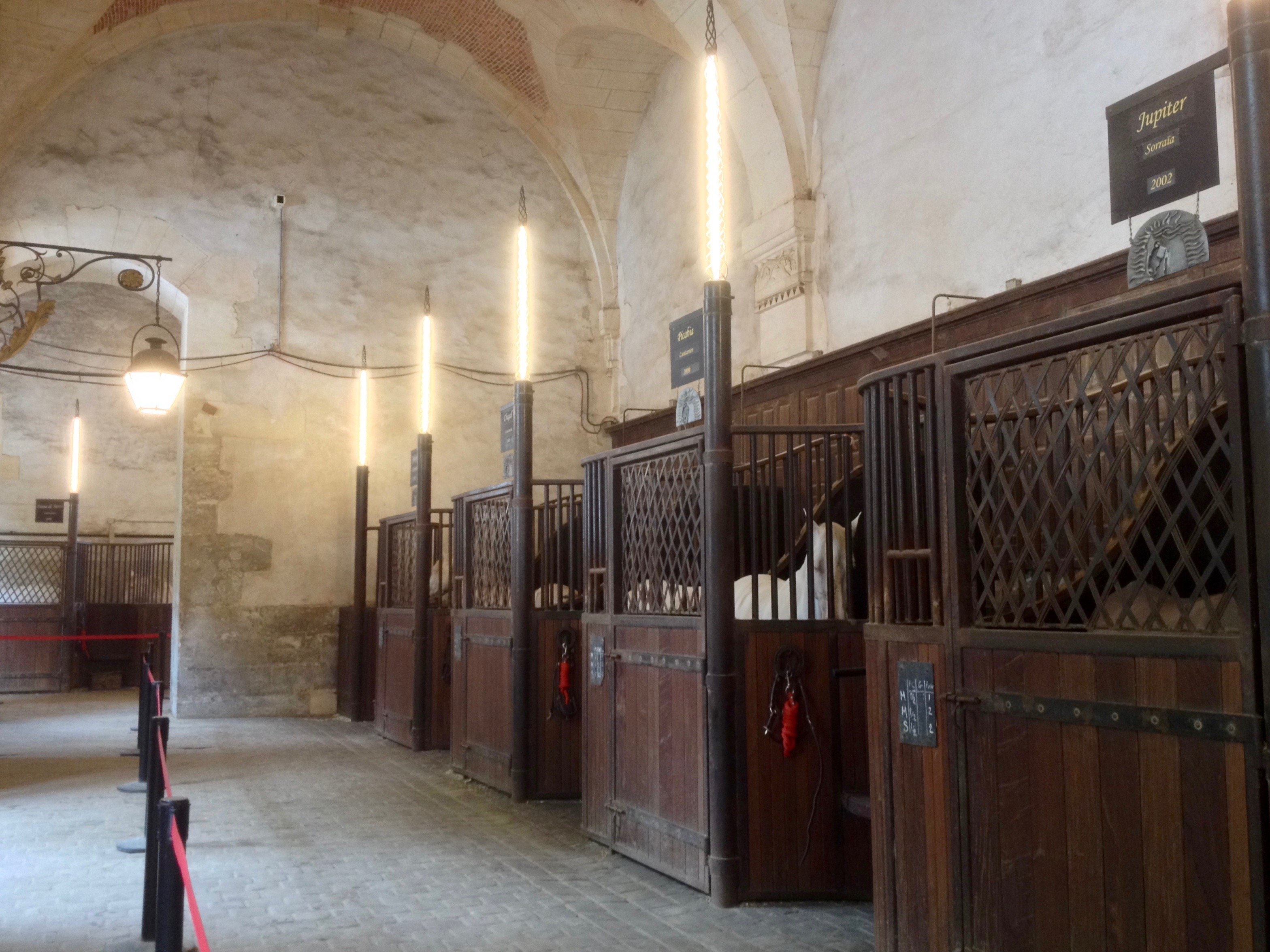
馬術学校の厩舎
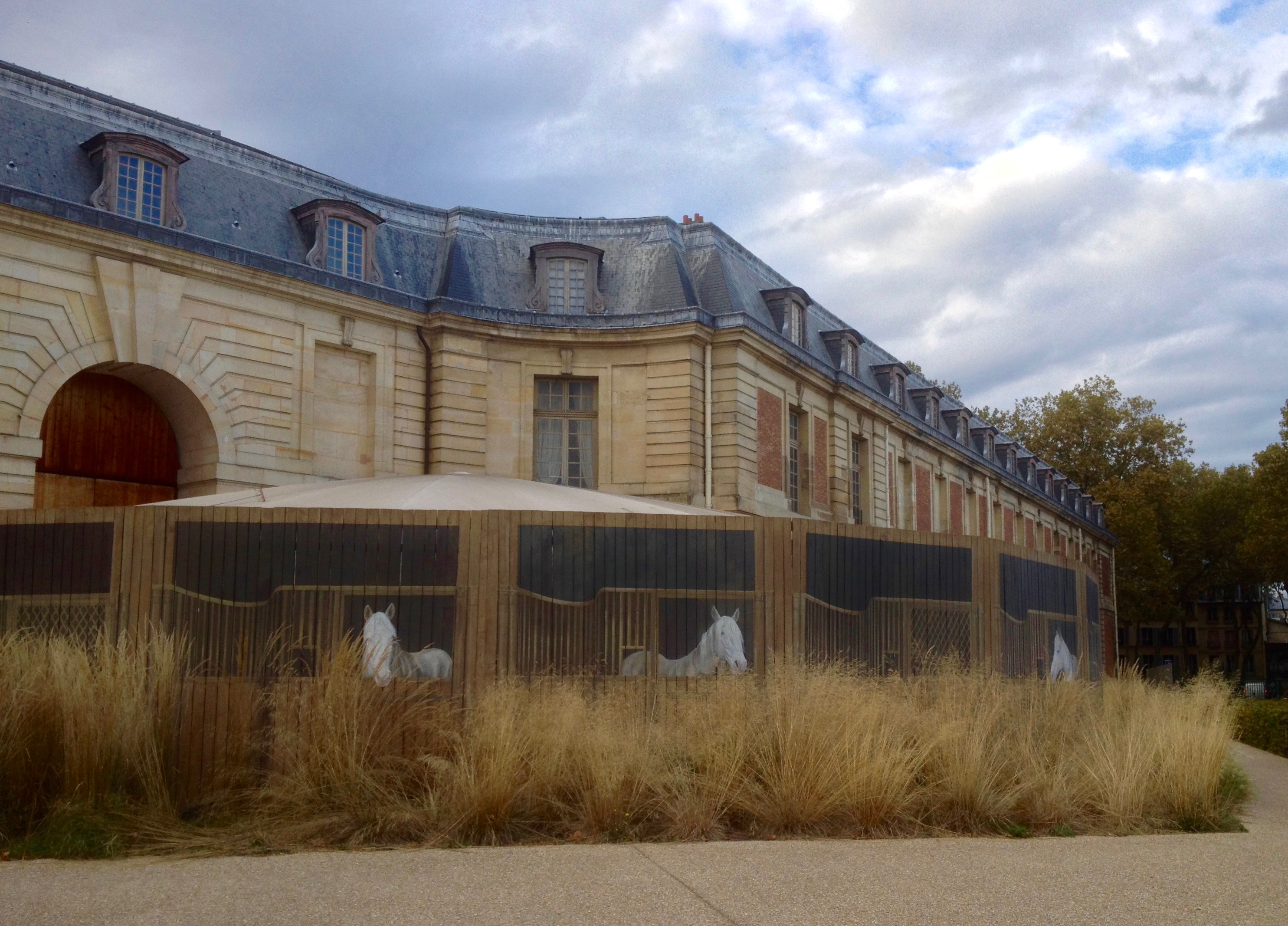
劇場の裏側、だまし絵による装飾
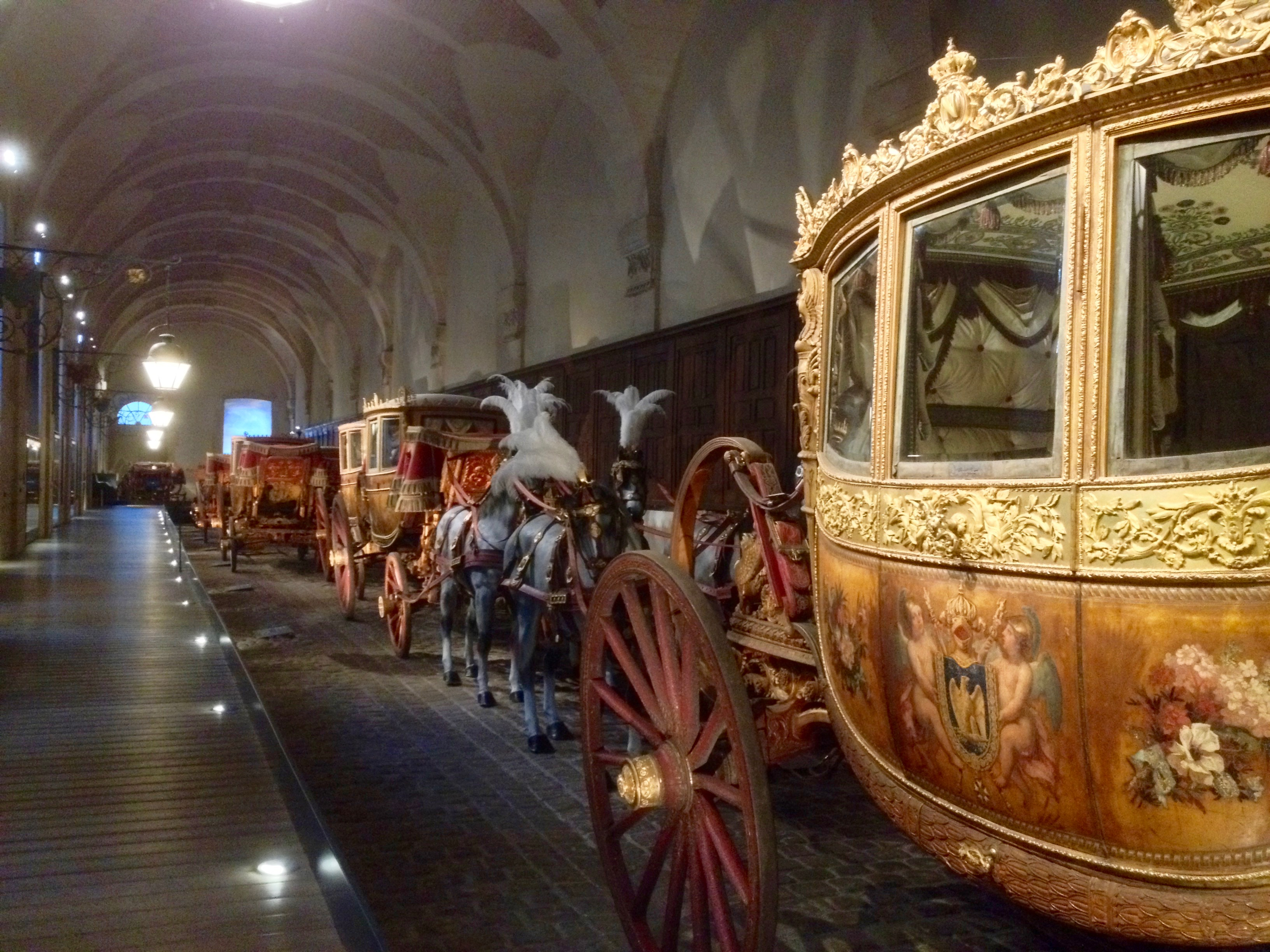
馬車ギャラリー

## 建築の特徴
- 左右対称の建物で正面の広場を囲み、中央に半円形の柱廊を構える。
- 柱廊北側が厩舎の入り口、南側が馬車を展示するギャラリーの入り口。
- 中央部分奥に、馬術学校の劇場として改装された長方形の屋内馬場がある（現在は馬術アカデミーの劇場）。小厩舎のこの馬場部分にあたるところは、ドーム型天井を掲げる円形である。
- 馬房は一列。小厩舎では柱廊をはさんで二列ある。
- 馬車ギャラリー部分も元厩舎であるため、馬術学校の厩舎とは、天井、壁の様式、通路の形式が同じである。馬車は、馬房が並んでいた場所に置かれている。
- 正面柱廊の裏には、屋内馬場を境に左右に中庭を囲む建物がある。
- 建物の南翼は、ヴェルサイユ市の史料部の事務棟と展示会場になっている。
- 全体に、宮殿から見える壁は石、見えない壁には赤煉瓦が使われている。
- 厩舎の北側（Avenue de Saint-Cloud沿い）と  南側（Avenue de Paris沿い）の塀に通用門がある。資料部の展示会場へは南側の通用門からアクセスできる。
- 2016年、馬車ギャラリーオープンに合わせて正面鉄格子の門も修復され、Ecuries du Roi（王の厩舎）とのプレートが掲げられた。